# Athetis grisescens
Athetis grisescens är en fjärilsart som beskrevs av Gustave Arthur Poujade 1887. Athetis grisescens ingår i släktet Athetis och familjen nattflyn. Inga underarter finns listade i Catalogue of Life.